# Amata bifasciata
Amata bifasciata är en fjärilsart som beskrevs av Carl Heinrich Hopffer 1857. Amata bifasciata ingår i släktet Amata och familjen björnspinnare. Inga underarter finns listade i Catalogue of Life.